# Ptahschepses (Wesir)

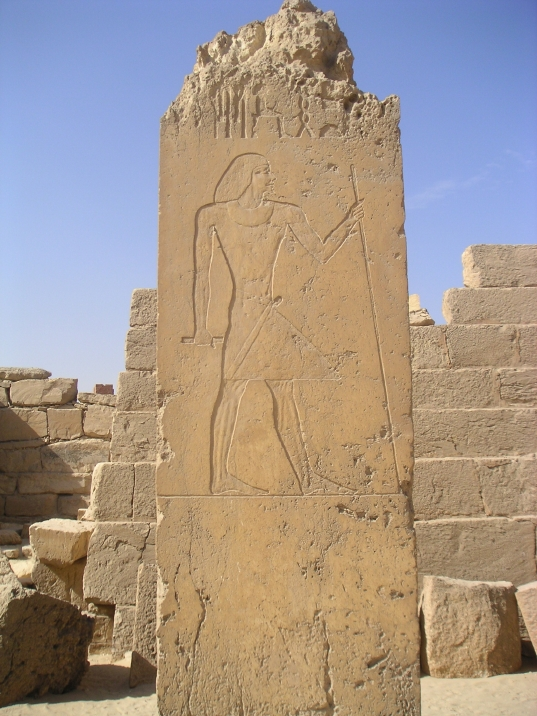
Pfeiler aus dem Grab des Ptahschepses

Ptahschepses war ein hoher altägyptischer Beamter des Alten Reiches mit dem Titel Wesir. Er lebte während der 5. Dynastie und erreichte den Höhepunkt seiner Karriere unter den Königen Niuserre (regierte etwa 2455 bis 2420 v. Chr.) und Djedkare (regierte etwa 2410 bis 2380 v. Chr.). Ptahschepses ist vor allem von seiner Mastaba in Abusir bekannt, die zu den größten Mastabas des Alten Reiches gehört und die besondere Macht des Beamten unterstreicht. Seine Gemahlin war die „Königstochter“ Chamerernebti, die die Tochter von König Niuserre war, womit Ptahschepses direkt mit dem Königshaus verwandt war. Ptahschepses trug zahlreiche wichtige Titel, worunter sich die Titel des Wesirs befanden, des höchsten Beamten am Hof. Er war auch „Vorsteher aller Arbeiten des Königs“, was andeutet, dass er wichtige königliche Bauvorhaben leitete.